# Танвир аль-Микбас
Танви́р аль-Микба́с мин тафси́р Ибн Абба́с (араб. تنوير المقباس من تفسير ابن عباس‎) — толкование Корана, приписываемое Ибн Аббасу и собранное Мухаммадом ибн Якубом аль-Файрузабади (1329—1414).
Книгу аль-Файрузабади называют «Тафсир Ибн Аббаса» по той причине, что автор комментировал Коран посредством преданий сомнительной достоверности от одного из самых первых толкователей Корана, двоюродного брата и сподвижника пророка Мухаммеда — Ибн Аббаса. Аль-Файрузабади указал, что эти сообщения передаются от Мухаммада ибн ас-Саиба аль-Кальби, о котором были плохого мнения Суфьян ас-Саури, Мухаммад аль-Бухари и Абу Хатим. Мухаммад аш-Шаукани пишет, что как минимум трое из рассказчиков этих сообщений являются лжецами. По мнению доктора Мухаммада Хусейна аз-Захаби, причиной, по которой эти комментарии к Корану приписываются именно Ибн Аббасу может быть то, что он является одним из самых авторитетных и известных сподвижников Мухаммеда и предком Аббасидских халифов. Это способствовало повышению доверия к таким преданиям.